# U-Bahnhof Hellersdorf

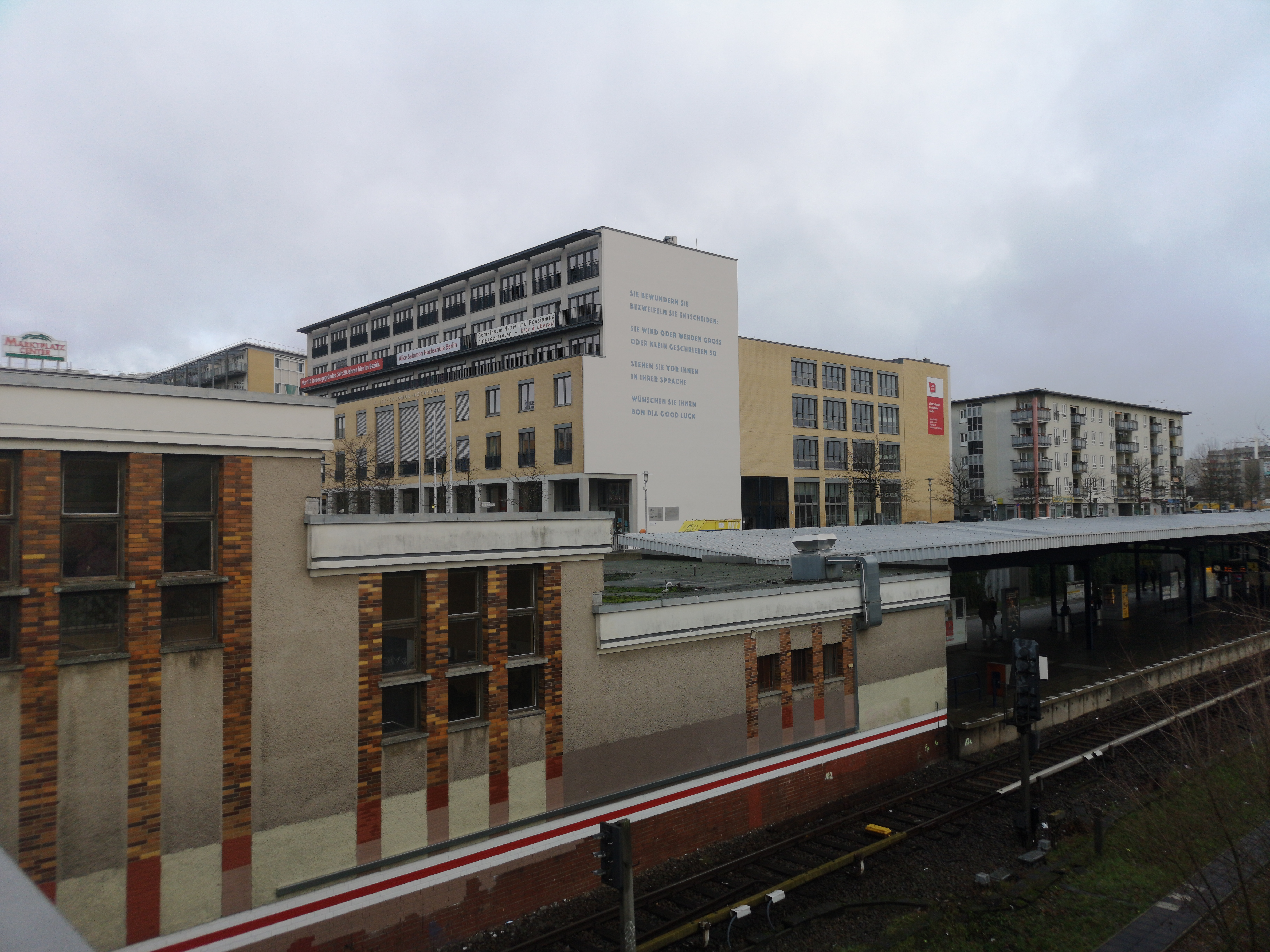
Bahnhofseingang an der Riesaer Straße

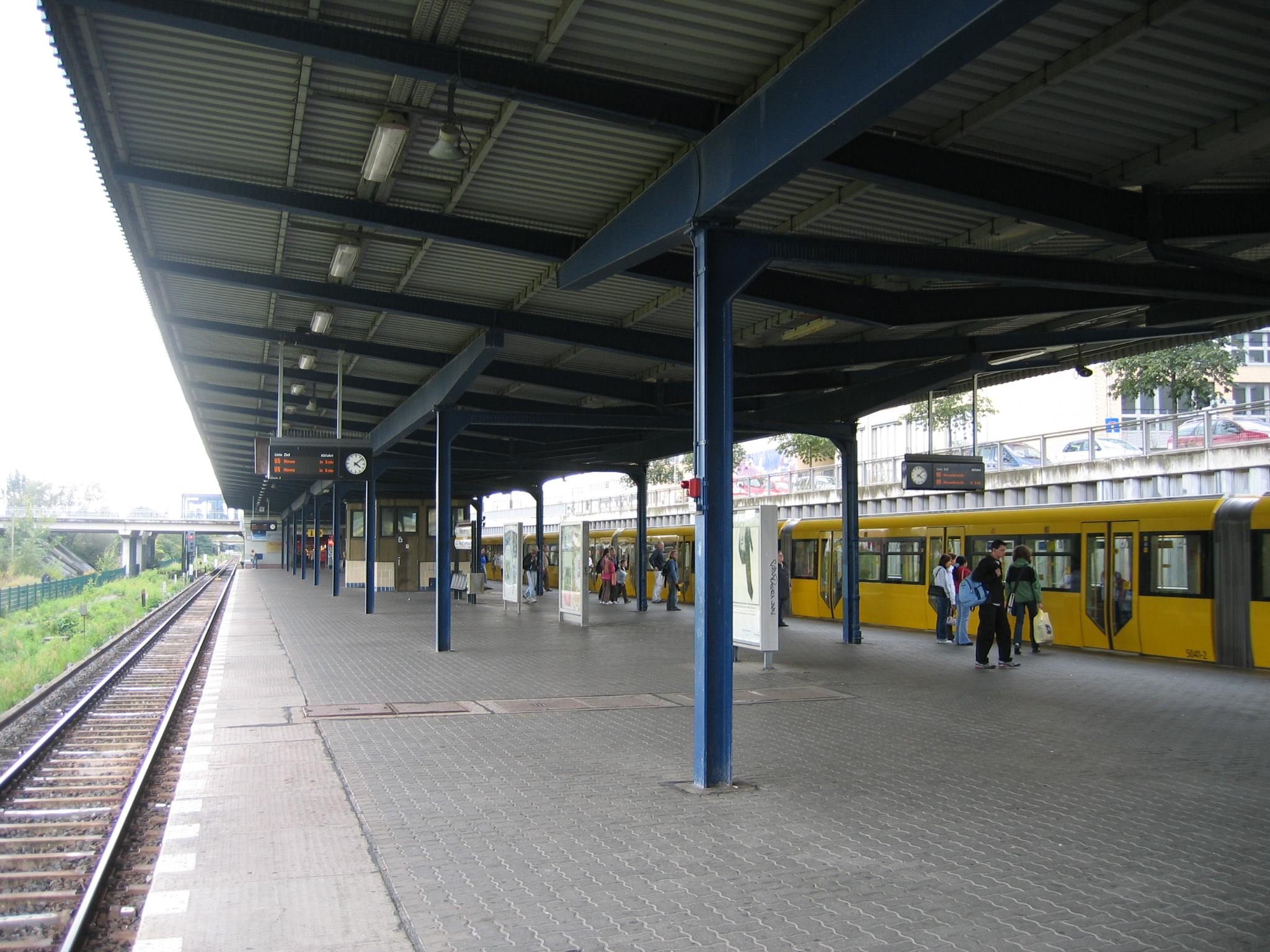
Bahnsteig des U-Bahnhofs Hellersdorf

Der U-Bahnhof Hellersdorf ist eine Station der Berliner U-Bahn-Linie U5. Er befindet sich im Ortsteil Hellersdorf und
ist von der Riesaer Straße aus zugänglich. Bei der BVG wird er unter dem Kürzel Hd geführt. Der Bahnhof ist 755 Meter vom U-Bahnhof Cottbusser Platz und 837 Meter vom U-Bahnhof Louis-Lewin-Straße entfernt. Er verfügt wie die beiden anderen über einen Mittelbahnsteig, seine Kennfarbe ist Blau. Zusammen mit acht weiteren Bahnhöfen auf der Linie U5 wurde der Bahnhof Hellersdorf im November 2023 unter Denkmalschutz gestellt.

## Geschichte
Der U-Bahnhof wurde im Rahmen der Verlängerung der damaligen Linie E vom Alexanderplatz nach Hönow gebaut und am 1. Juli 1989 eröffnet. Er liegt direkt in Helle Mitte, dem Ortsteilzentrum von Hellersdorf.
Laut Angaben der Senatsverwaltung für Verkehr ist der Einbau eines Aufzuges erst nach 2030 geplant, im August 2024 befand sich die Planung im Status der Standortprüfung des geplanten Aufzuges. Konkret hieß es dazu,  dass für den barrierefreien Ausbau des U-Bahnhofs Hellersdorf keine genaue Zeitangabe möglich sei, da er mit Planungen des Senats zur Überbauung des Bahnhofs in Zusammenhang stehe.

## Anbindung
Am Bahnhof bestehen Umsteigemöglichkeiten zu den Straßenbahnlinien M6 und 18 sowie zu den Omnibuslinien 195, X54 und zur Nachtlinie N5.
| Linie | Verlauf |
| ----- | --- |
|       | Hauptbahnhof – Bundestag – Brandenburger Tor – Unter den Linden – Museumsinsel – Rotes Rathaus – Alexanderplatz – Schillingstraße – Strausberger Platz – Weberwiese – Frankfurter Tor – Samariterstraße – Frankfurter Allee – Magdalenenstraße – Lichtenberg – Friedrichsfelde – Tierpark – Biesdorf-Süd – Elsterwerdaer Platz – Wuhletal – Kaulsdorf-Nord – Kienberg (Gärten der Welt) – Cottbusser Platz – Hellersdorf – Louis-Lewin-Straße – Hönow |